# Piper sogerianum
Piper sogerianum är en pepparväxtart som beskrevs av C. Dc.. Piper sogerianum ingår i släktet Piper och familjen pepparväxter. Inga underarter finns listade i Catalogue of Life.